# Bopyrella harmopleon
Bopyrella harmopleon is een pissebed uit de familie Bopyridae. De wetenschappelijke naam van de soort is voor het eerst geldig gepubliceerd in 1956 door Bowman.